# اکسایش کریگه
اکسایش کریگه (به انگلیسی: Criegee oxidation) واکنشی است که طی آن یک ۱و۲-دی‌ال مانند گلیکول در حضور ترکیب استات سرب (IV)، به آلدهید و کتون متناظر اکسید می‌شود. این واکنش مشابه واکنش مالاپراد (به انگلیسی: Malaprade reaction) است، با این تفاوت که روش کریگه از یک اکسیدان ملایم‌تر استفاده می‌کند. اکسیداسیون کریگه برای اولین بار توسط رودولف کریژ و همکارانش در سال ۱۹۳۱ کشف شد. آنها موفق شدند با این روش، یک مولکول اتیلن گلیکول را به دو مولکول فرمالدهید تبدیل کنند. 

## سازوکار
دو سازوکار پیشنهادی برای اکسایش کریگه وجود دارد که که این دو سازوکار به نوع پیکربندی و ساختمان پیش‌ماده دی‌اول وابسته‌اند.  اگر ساختار فضایی مولکول پیش‌ماده طوری باشد که اتم‌های اکسیژن دو گروه هیدروکسی مجاور به اندازه کافی به‌یکدیگر نزدیک باشند تا یک حلقه پنج عضو با اتم سرب تشکیل دهند، آن‌گاه واکنش از طریق یک واسطه حلقویه پنج عضوی جلو می‌رود. اگر ساختار پیش‌ماده به‌نحوی باشد که نتواند حدواسط حلقوی پنج عضوی را ایجاد کند، سازوکار دومی ممکن است که البته این سازوکار در مقایسه سازوکار اول کندتر است.